# Linwood Barclay

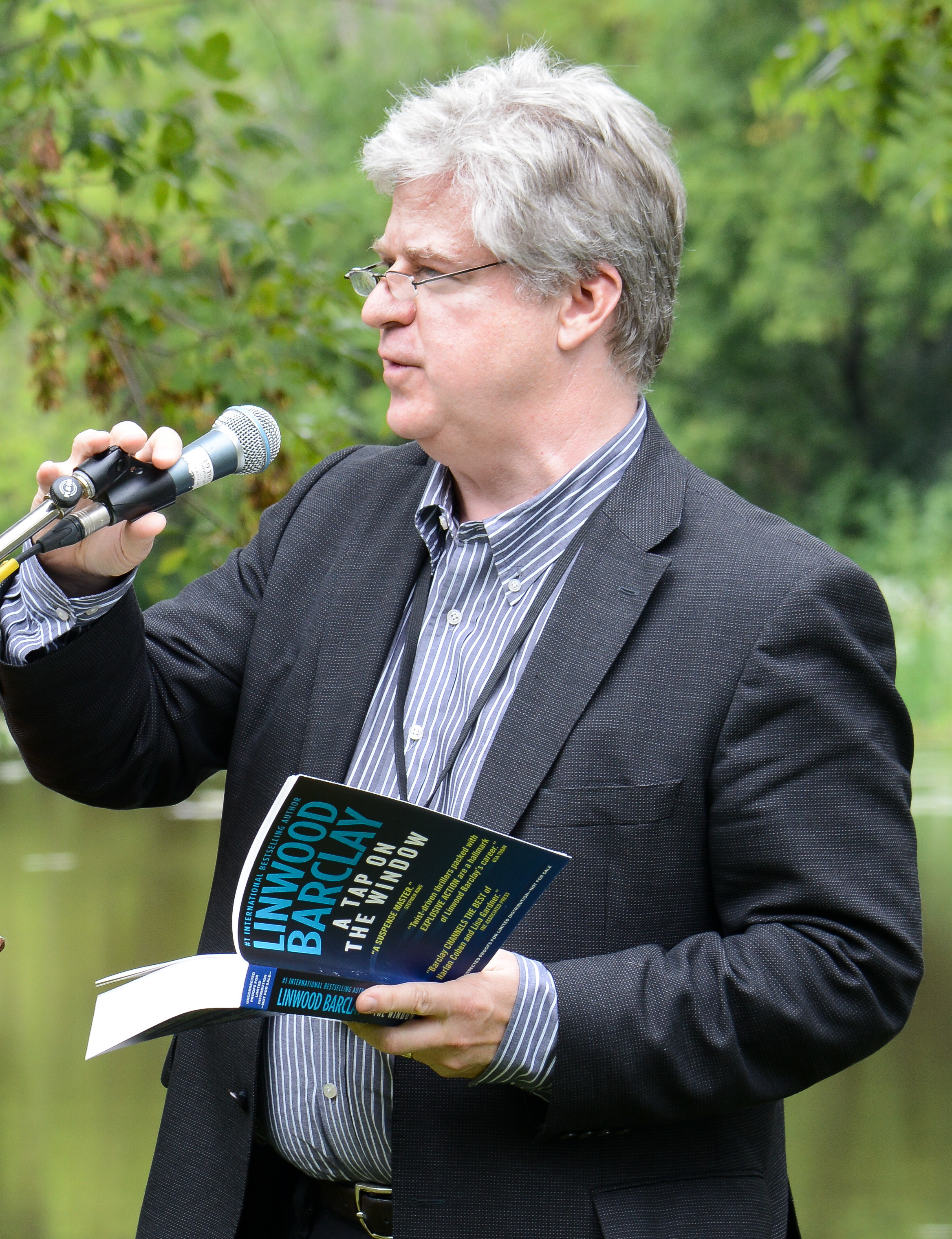
Linwood Barclay

Linwood Barclay (* 1955 in Connecticut) ist ein kanadisch-US-amerikanischer Autor, Journalist und ehemaliger Kolumnenschreiber.

## Leben
Barclays Eltern ließen sich Ende der 1950er Jahre in der Nähe von Toronto nieder. Sein Vater, Everett Barclay, war Zeichner und Maler, der für die Autoindustrie und deren Werbung in Zeitschriften wie Life, Look  und Saturday Evening Post arbeitete. In den 1960ern wurde Automobilwerbung immer mehr von Fotografie bestimmt und so sattelte sein Vater um. Die Familie siedelte sich an den Kawartha Lakes nordwestlich von Toronto in der Provinz Ontario an. Dort hatte die Familie ein Feriendorf mit Hütten und Stellplätzen für Wohnwagen erworben. Als Barclay 16 war, starb sein Vater und Linwood wurde der Ernährer der Familie. Die Erfahrungen aus dieser Zeit schrieb er in seinem Bericht Last Resort A Memoir nieder.
Mit 22 verließ Barclay das Feriendorf und ging nach Peterborough nordöstlich von Toronto, wo er an der Trent University Englische Literatur studierte und seine erste Anstellung bei einer Zeitung, dem Peterborough Examiner, fand. An der Trent University lernte er die kanadische Autorin Margaret Laurence kennen, die dort als writer-in-residence wirkte, und hatte den US-amerikanischen Autor von Mystery Novels Ross Macdonald zum Mentor. 1981 wechselte er zur größten kanadischen Tageszeitung, dem Toronto Star, wo er bis 1993 verschiedene Redaktionsposten besetzte. Von 1993 an wurde er dann beim Toronto Star für seine humorvollen Kolumnen und Kommentare bekannt. 2008 verließ er die Zeitung, um sich ganz seiner literarischen Tätigkeit widmen zu können.
Barclay lernte an der Trent University seine Frau kennen. Das Paar hat zwei erwachsene Kinder und wohnt in Burlington südwestlich von Toronto.

## Preise und Ehrungen
- 2009: Arthur Ellis Award (Arthur) in der Sparte Bester Roman für Too Close to Home

## Werke
- Father Knows Zilch: A Guide for Dumbfolded Dads. mit Illustrationen von Steve Nease. Stoddart, Toronto 1996, ISBN 0-7737-5808-9.
- This House Is Nuts! : Surviving the Absurdities of Everyday Life.  Illustrationen Steve Nease. Stoddart, Toronto 1997, ISBN 0-7737-3056-7.
- Last Resort: A Memoir. McClelland & Stewart, Toronto 2000, ISBN 0-7710-1078-8.

Comicthrillers mit der Hauptperson Zack Walker
- Bad Move. Bantam Books, New York City 2004, ISBN 0-553-80385-9.
- Bad Guys. Bantam Books, New York 2005, ISBN 0-553-80386-7.
- Lone Wolf. Bantam Books, New York 2006, ISBN 0-553-80455-3.
- Stone Rain. Bantam Books, New York 2007, ISBN 978-0-553-80456-0.

Psychothriller (Mystery Novels)
- No Time for Goodbye. Charnwood, Leicester 2007, ISBN 978-1-84782-343-4.
  - deutsch: Ohne ein Wort. Ullstein, Berlin 2007, ISBN 978-3-548-26743-2.
- Too Close to Home. Bantam Books. New York City, USA 2008, ISBN 978-0-553-80556-7.
  - deutsch: Dem Tode nah. Ullstein, Berlin 2008, ISBN 978-3-548-26744-9.
- Fear the Worst. Bantam Books. New York City 2009, ISBN 978-0-553-80716-5.
  - deutsch: In Todesangst. Ullstein, Berlin 2010, ISBN 978-3-548-28271-8.
- Never Look Away. Delacorte Press, 2010, ISBN 978-0-553-80717-2.
  - deutsch: Kein Entkommen. Ullstein, Berlin 2011, ISBN 978-3-548-28348-7.
- The Accident. Bantam Books, New York City 2011, ISBN 978-0-553-80718-9.
  - deutsch: Weil ich euch liebte. Knaur Taschenbuch, München 2012, ISBN 978-3-426-51052-0.
- Trust Your Eyes. Doubledy Canada, Toronto 2012, ISBN 978-0-385-66957-3.
  - deutsch: Fenster zum Tod. Droemer Knaur, München 2012, ISBN 978-3-426-21356-8.
- 360: A Novel. Bantam Books, New York City, USA 2012, ISBN 978-0-553-80795-0.
- Never Saw It Coming. Orion, London 2012, ISBN 978-1-4091-4141-9.
  - deutsch: Frag die Toten. Droemer Knaur, München 2012, ISBN 978-3-426-21371-1.
- A Tap on the Window. New American Library, New York City, USA 2013, ISBN 978-0-451-41418-2.
  - deutsch: Nachts kommt der Tod. Droemer Knaur, München 2014, ISBN 978-3-426-51480-1.
- No Safe House. New American Library, New York City 2014, ISBN 978-0-451-41420-5.
  - deutsch: Schweig für immer. Droemer Knaur, München 2016, ISBN 978-3-426-51791-8.
- Broken Promise. New American Library, New York City 2015, ISBN 978-0-451-47267-0.
- Far from True. New American Library, New York City 2016, ISBN 978-0-451-47270-0.

Kinderbücher
- Chase: Get Ready To Run. PRH Canada Young Readers, 2017, ISBN 978-0-143-19875-8.
  - deutsch: Chase: Auf der Flucht. Edel:Kids Books, 2018, ISBN 978-3-961-29029-1.
- Escape: Don't Stop Running. PRH Canada Young Readers, 2018, ISBN 978-0-143-19878-9.
  - deutsch: Chase: Die Verschwörung. Edel:Kids Books, 2018, ISBN 978-3-961-29067-3.